# Наанталі
Наанталі́ (фін. Naantali, швед. Nådendal) — місто та громада у провінції Південно-західна Фінляндія, що є частиною ляні Західна Фінляндія у Фінляндії. Відоме як один з найбільших центрів туризму в країні. Населення муніципалітету становить 20,108 (2024). Розташований за 14 кілометрів на захід від Турку.
Площа муніципалітету — 51,08 км².

## Історія
Наанталі — одне з найстаріших міст Фінляндії, було засноване навколо середньовічного бригітського монастиря Vallis gratiae (абатство Нодендаль), церква якого досі домінує над горизонтом. Хартія була підписана королем Хрістофером Баварським 1443 року. Монастир отримав торгові права та інші привілеї, став місцем паломництва, а навколо нього почало розростатися місто.
У 16 столітті, коли католицизм був замінений протестантизмом як офіційна релігія Швеції (частиною якої на той час була Фінляндія), монастир було закрито, а місто почало занепадати. Так тривало до середини XVIII століття, коли тут з'явилася митна палата. За два століття економічної стагнації, місто прославилося своїми в'язаними панчохами, ремеслом, яке продовжувалося з часів монастиря.
У 1863 році на мисі Калеваніемі було засновано курорт, що перетворило місто на місце відпочинку. У 1922 році маєток Культаранта на Луоннонмаа став офіційною літньою резиденцією Президента Республіки після того, як Фінляндія здобула незалежність у 1917 році.
1 січня 2009 року до Наанталі приєднані муніципалітети Мерімаску, Рюматтюля та Велкуа.
Податковий дохід на душу населення в місті є другим за величиною серед усіх міст Фінляндії та найвищим у Південно-Західній Фінляндії.

## Назва
Назва Наанталі (фін. Naantali) є фінізованою версією шведської назви міста, швед. Nådendal, трансліт. Нодендоль. Шведська назва була дана як прямий переклад з латинської Vallis Gratiae, що буквально означає «Долина благодаті».

## Туризм і пам'ятки
Близькість як Турку, адміністративного центру регіону та найбільшого міста, так і архіпелагу сприяє популярності регіону серед туристів.
Серед визначних пам'яток міста — Світ Мумі-тролів, тематичний парк на острові Кайло та кам'яна церква середньовічного монастиря в Наанталі. Тут також розташована офіційна літня резиденція президента Фінляндії, маєток Культаранта на острові Луоннонмаа.
Рух човнів в Архіпелаговому морі обслуговується пароплавом Уккопекка. Доступний круїз на старому пароплаві Наанталі — Турку — Наанталі.
Щороку в червні в Наанталі проходить міжнародний музичний фестиваль, а в липні — традиційний карнавал «День Соні».

## Культура
Кожного 27 липня в Наанталі відзначають Національний день соні (фін. Unikeonpäivä; швед. Sjusovardagen). За старою традицією, о 8 ранку з міського порту необхідно скинути в море обрану «соню», зазвичай фінську знаменитість. Особа тримається в секреті до початку події. Люди, яких обирають, зазвичай зробили щось на благо міста.

## Економіка
Окрім туризму, основними галузями промисловости міста є виробництво електроенергії, нафтоперероблювання, виробництво та послуги. Порт Наанталі є третім за величиною у Фінляндії за вантажоперевезеннями. В місті розташовані електростанція та нафтопереробний завод, що належать державній компанії Fortum та Neste.

## Міста-побратими
Наанталі має 5 міст-побратимів
- Вадстена, Швеція
- Норфюнс, Данія
- Свельвік(інші мови), Норвегія
- Вестюрбіґґд(інші мови), Ісландія
- Пуцьк, Польща

## Постаті
Уродженцями Наанталі є:
- Вільгельм Юнніла — фінський політик
- Юкка Віландер — фінський хокеїст

## Галерея

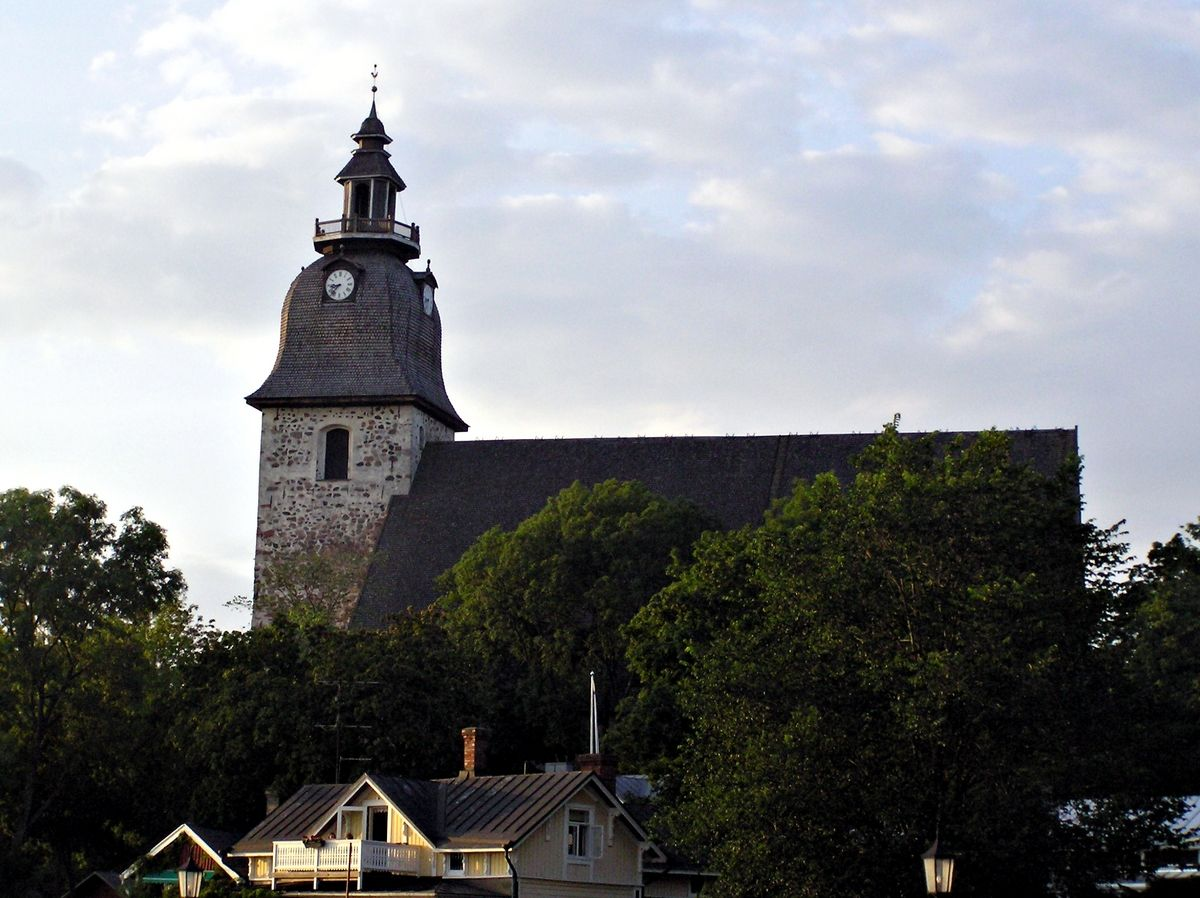
Церква Наанталі(інші мови), одна з найстаріших пам'яток Фінляндії
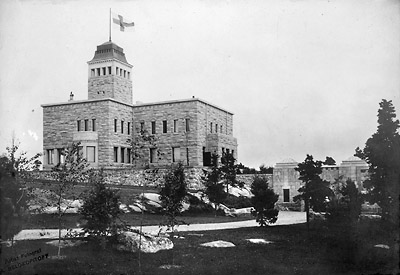
Маєток Культаранта(інші мови), резиденція президента Фінляндії, 1920 рік
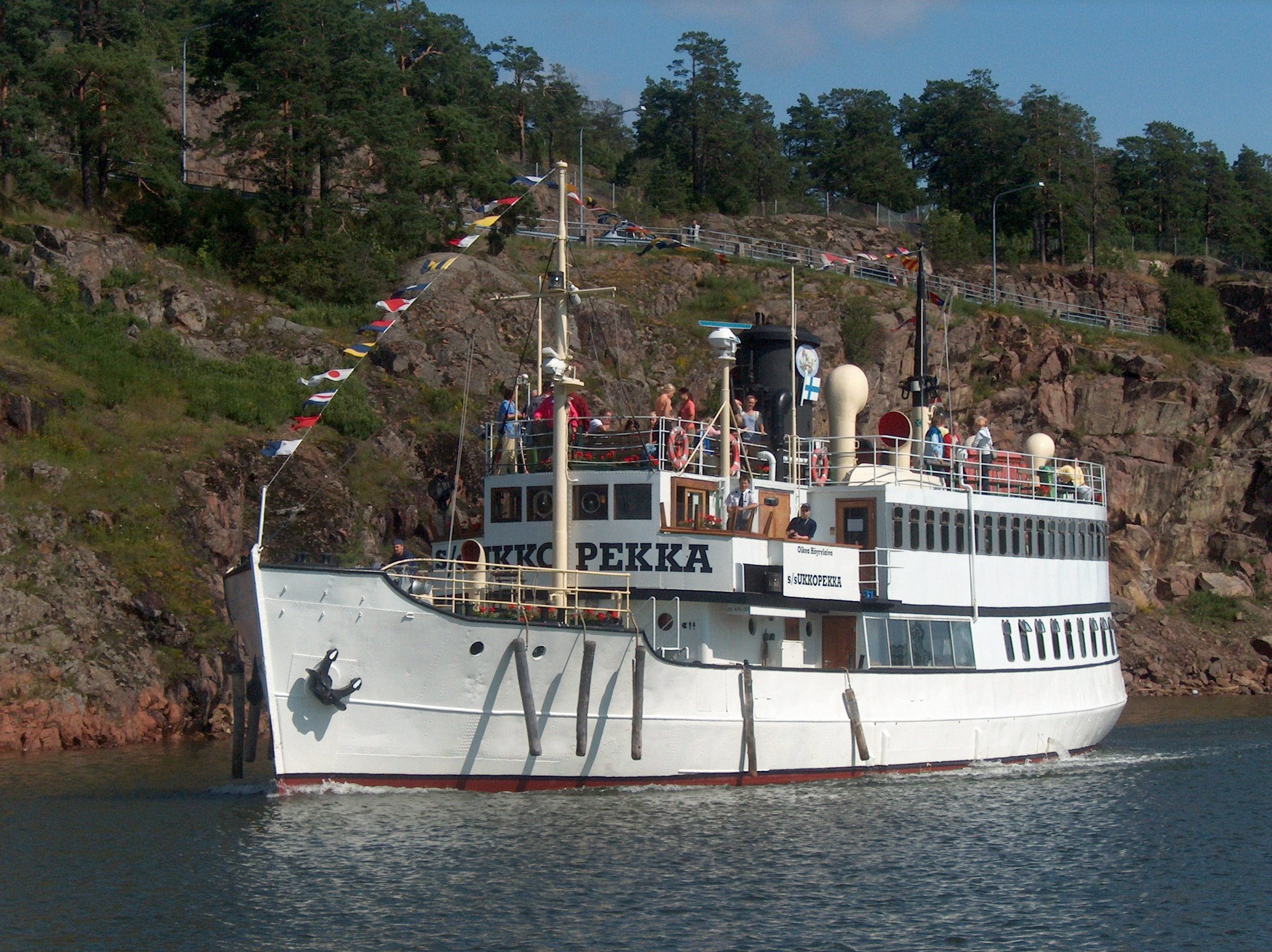
Парохід пароплав Уккопекка(інші мови)
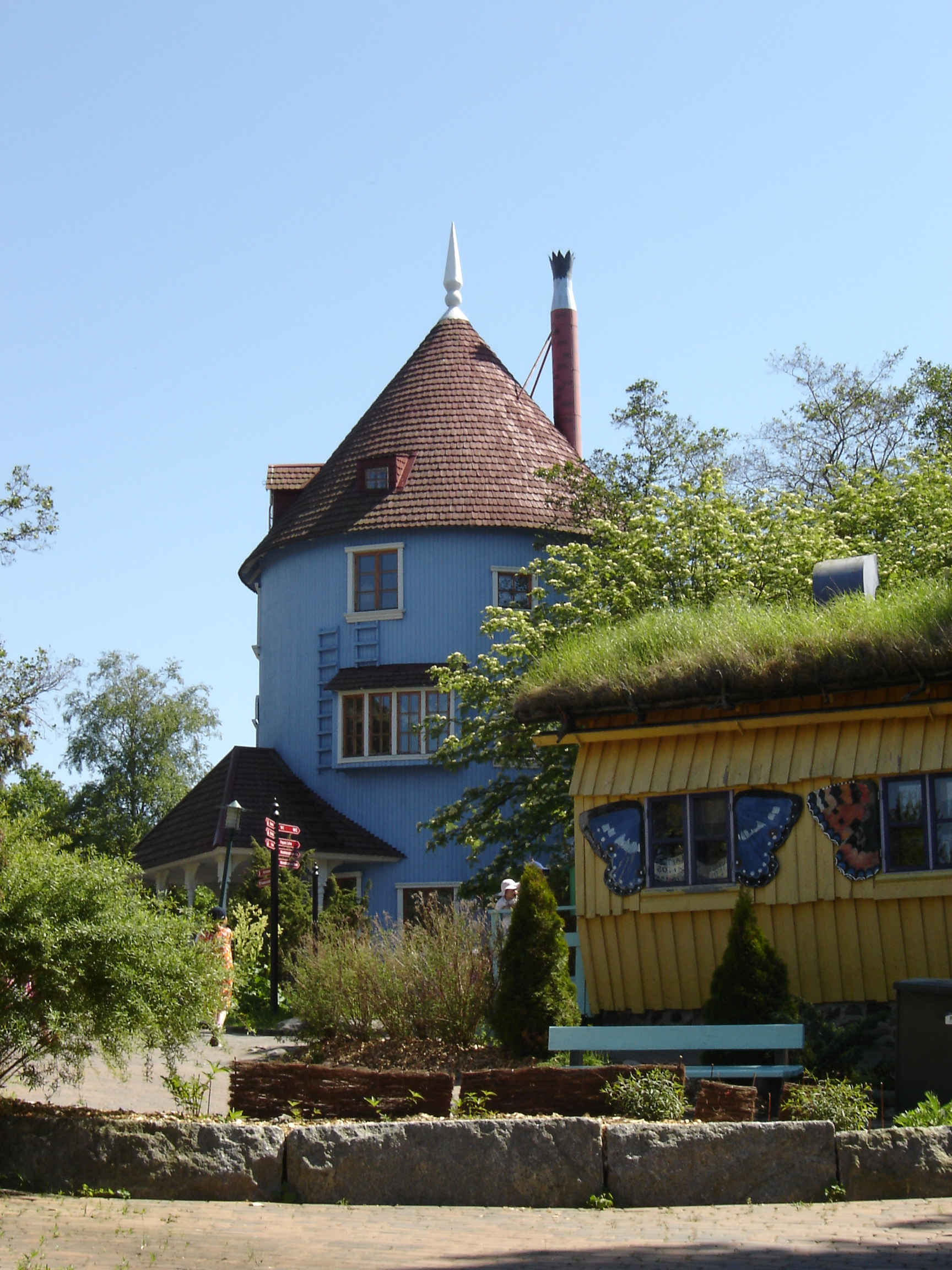
Світ Мумі-тролів(інші мови) — один із найпопулярніших тематичних парків Північної Європи
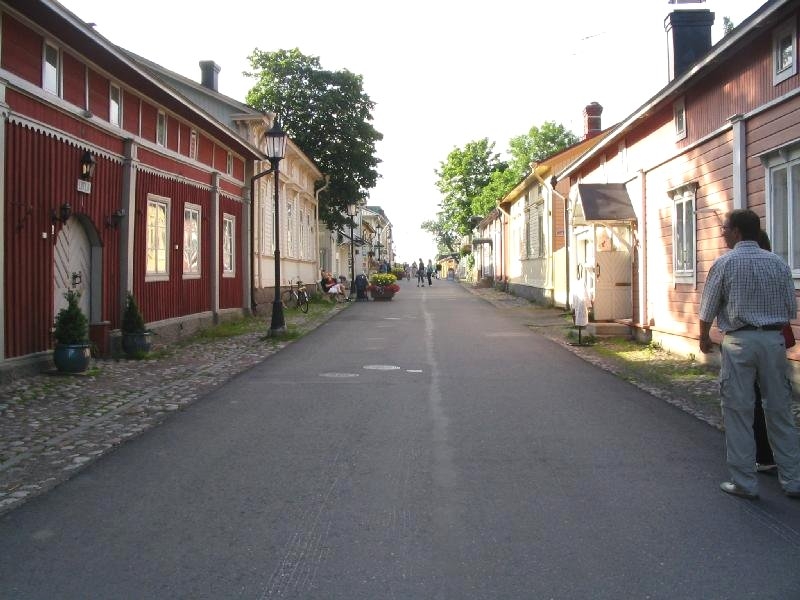
Вигляд на вулицю влітку
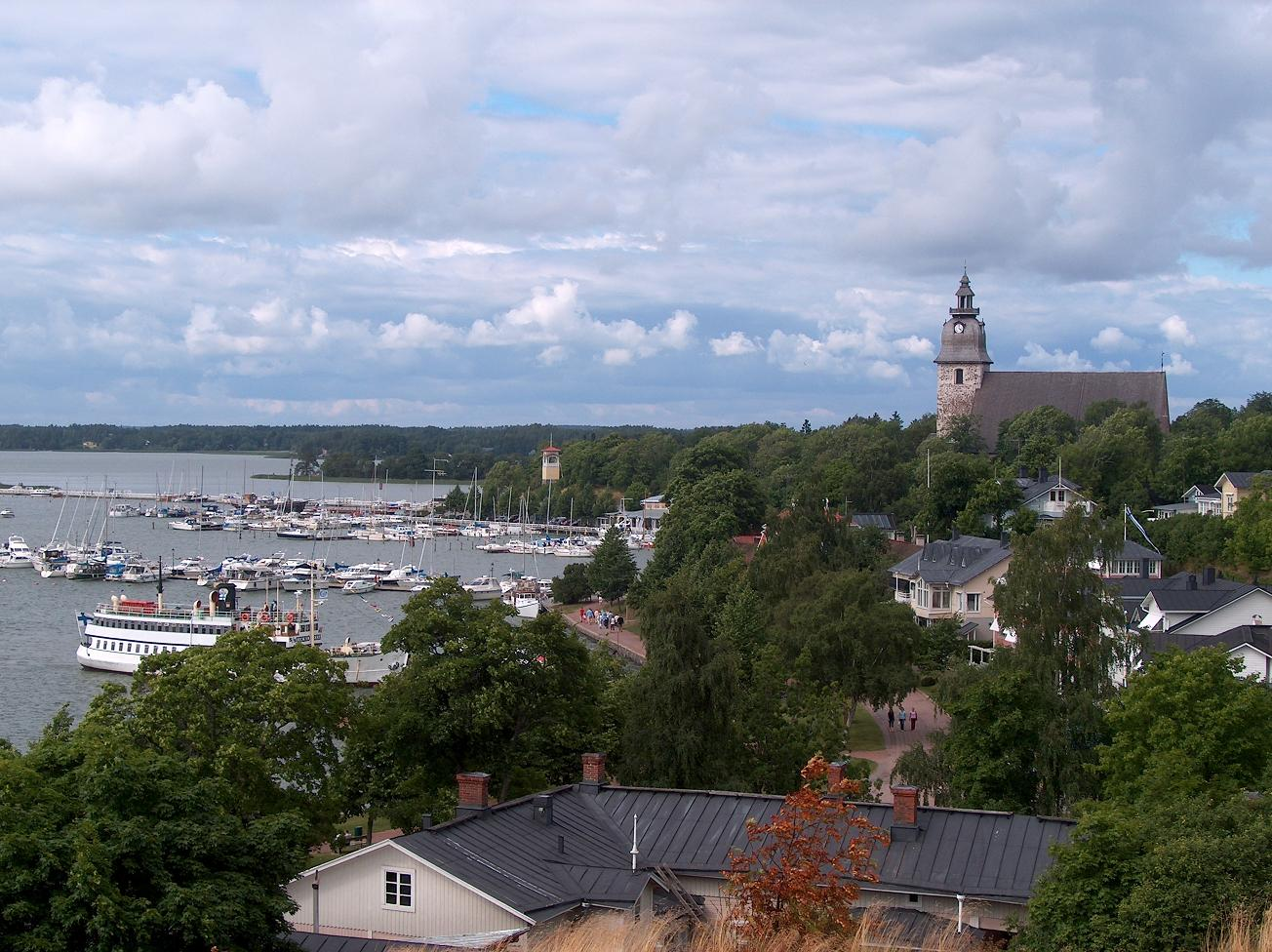
Старе місто та гавань Наанталі
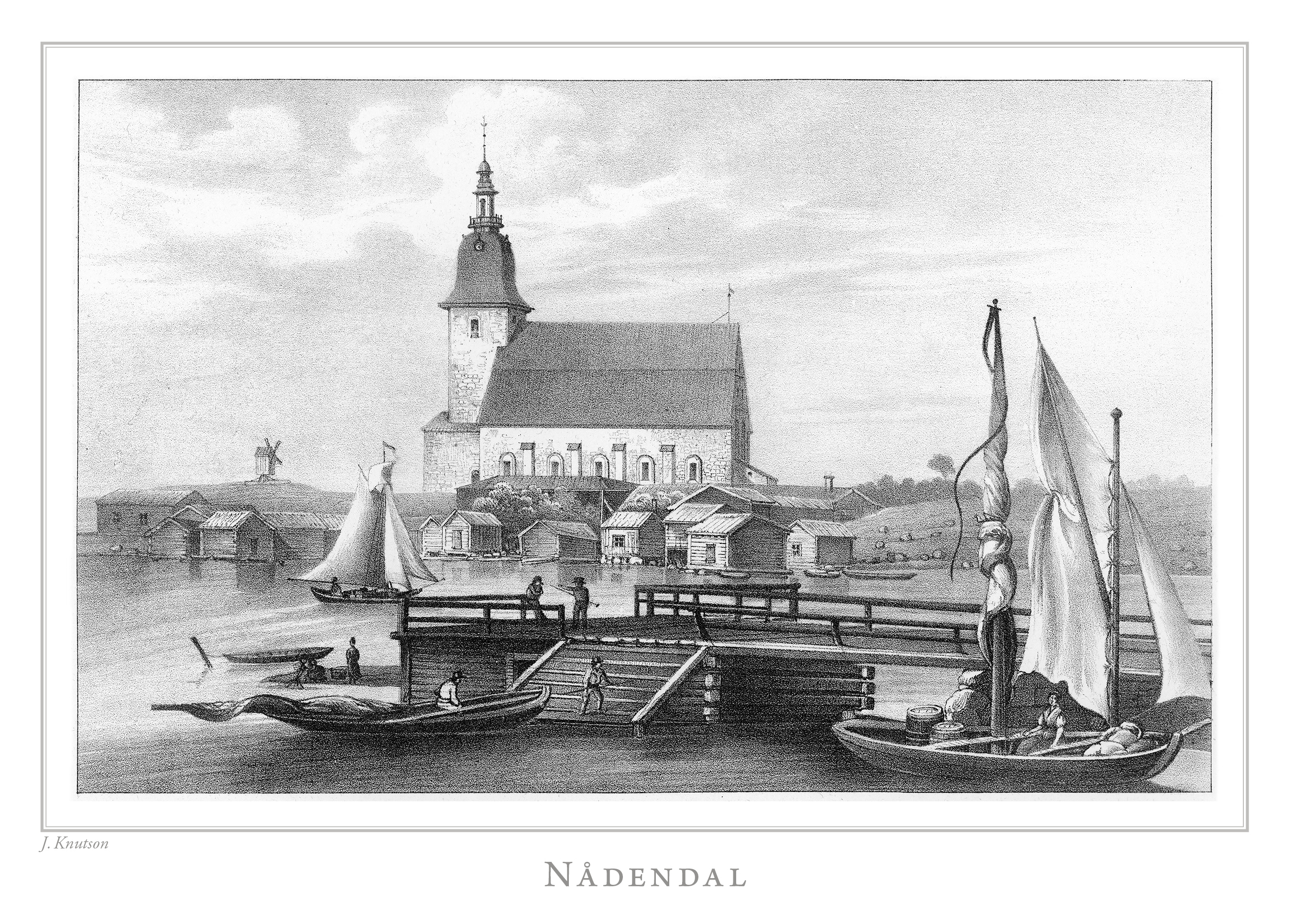
Літографія Нодендаля середини 19 століття, опублікована у "Фінляндія у малюнках" Захаріасом Топеліусом
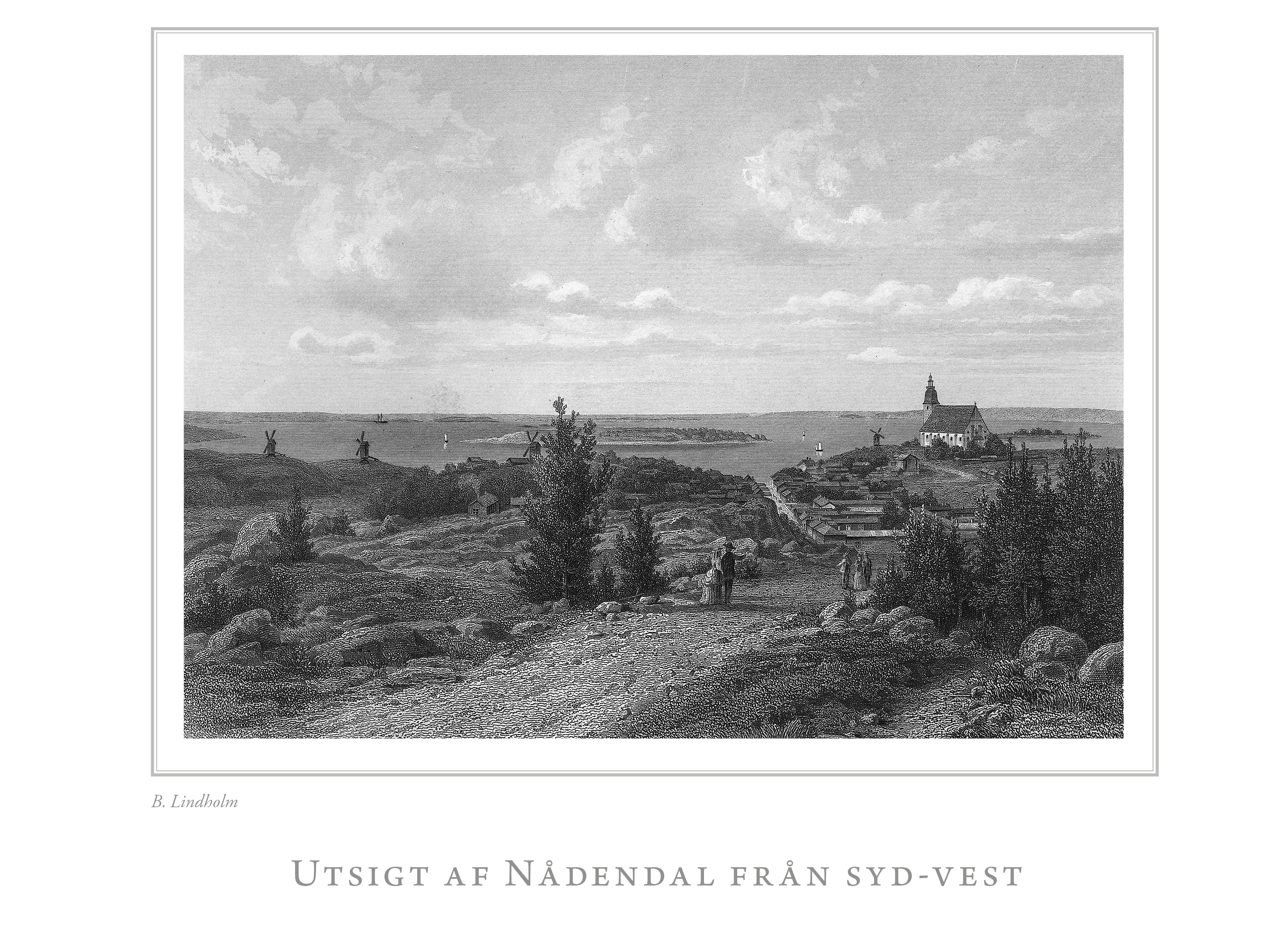
Сталева гравюра Нодендаля середини 19 століття, опублікована в "Подорож у Фінляндію(інші мови)" Захаріасом Топеліусом